# Sporrvipa
Sporrvipa (Vanellus spinosus) är en fågel i familjen pipare inom ordningen vadarfåglar som förekommer i östra Medelhavsområdet och i ett band från Västafrika till Arabiska halvön.

## Utseende och läten
Sporrvipan är en omisskännlig och karaktäristisk medelstor vadare med svart på hätta, bröst, stjärt och en strimma på halsen. I ansiktet samt på resten av halsen och buken är den vit, medan vingar och rygg är ljusbruna. Benen och näbben är svarta. Arten är mycket högljudd med ett läte som på engelska kan beskrivas did-he-do-it. På vingen finns en gömd liten klo eller sporre, varifrån arten fått sitt namn.

## Utbredning
Fågeln förekommer från Senegal och Gambia till nordöstra Tanzania, östra Medelhavsområdet och Röda havet. Den afrikanska populationen är huvudsakligen stannfåglar men kan genomföra lokala förflyttningar, exempelvis till torrare områden under regnperioden. Populationerna i östra Medelhavsområdet är flyttfåglar som övervintrar i Afrika.
Arten är en mycket sällsynt gäst i övriga Europa med endast enstaka fynd. Ett fynd i Danmark 2014 har bedömts ej med säkerhet vara spontant. 24 september 2017 sågs en individ nära Strzelno i centrala Polen.

## Systematik
Resultat från genetiska studier tyder på att sporrvipans närmaste släktingar är de afrikanska arterna vitkronad vipa (V. albiceps) och smedvipa (V. armatus). Tidigare har arten placerats i släktet Hoplopterus, men inkluderas numera vanligen i Vanellus. Den behandlas som monotypisk, det vill säga att den inte delas in i några underarter.

## Levnadssätt
Sporrvipan hittas i olika typer av våtmarker. Den livnär sig av insekter och andra vertebrater den hittar på marken. Två fläckig gula ägg läggs i en grop i marken. Ibland försvarar den sina ungar mot djur och sällsynt också människor med sina sporrar.

## Status och hot
Arten har ett stort utbredningsområde och en stor population, och tros öka i antal. Utifrån dessa kriterier kategoriserar IUCN arten som livskraftig (LC). Världspopulationen uppskattas till mellan 130.000 och 800.000 individer, varav det i Europa tros häcka 1.100-1.600 par. Den tros minska i Europa men är mycket allmän i Afrika söder om Sahara, där den påträffas i många olika typer av våtmarksområden.

## Krokodilsymbiosen
Sporrvipan är vid sidan av krokodilväktaren en av de arter som tros vara förlagan till fågeln "trochilus", som sades ha en symbiotisk relation med krokodiler. Den grekiska historikern Herodotos berättar om hur krokodiler ligger på strandbrinken med öppna käftar och hur "trochilus" tillåts äta av köttrester på krokodilernas tänder utan att krokodilerna äter upp fåglarna. Beteendet har dock aldrig bekräftats och berättelsen anses idag vara en faktoid.

## Bilder

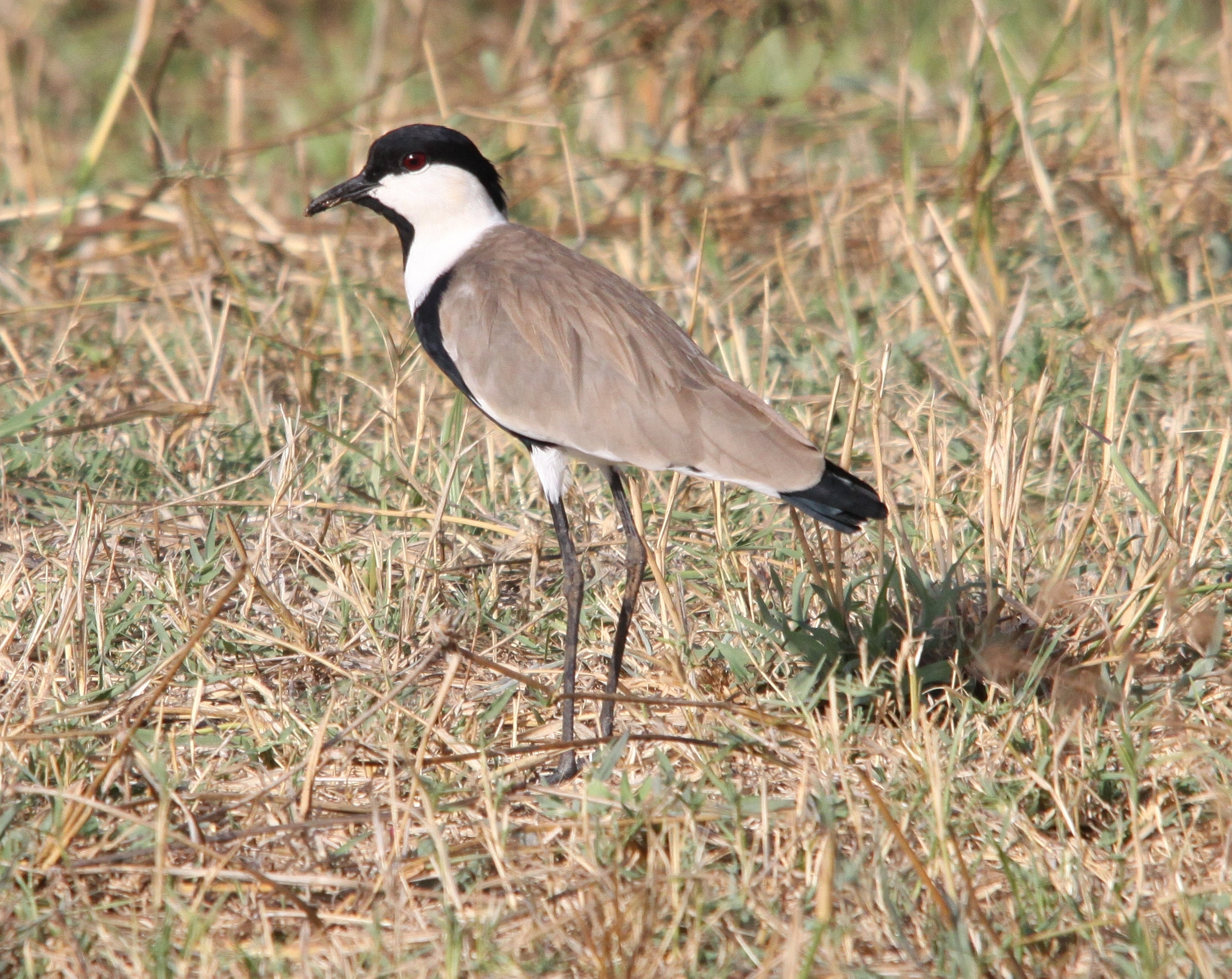
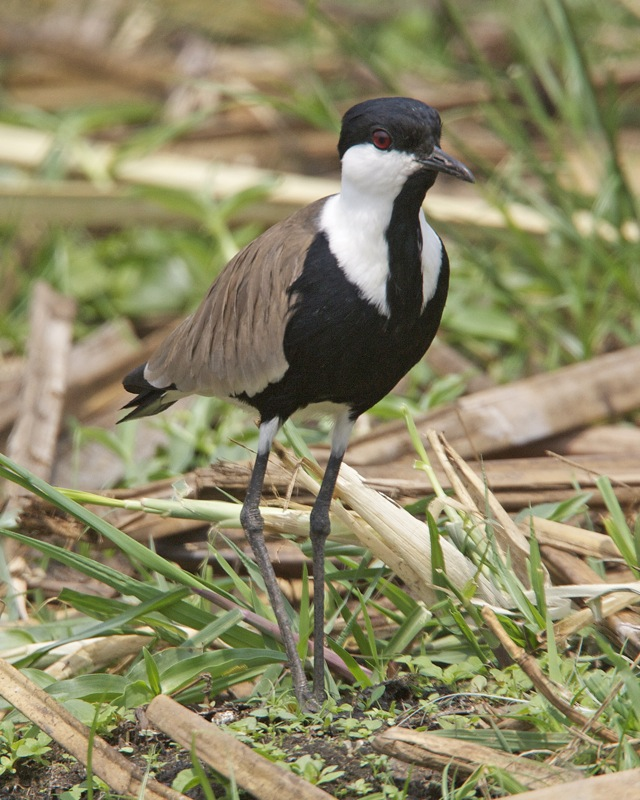
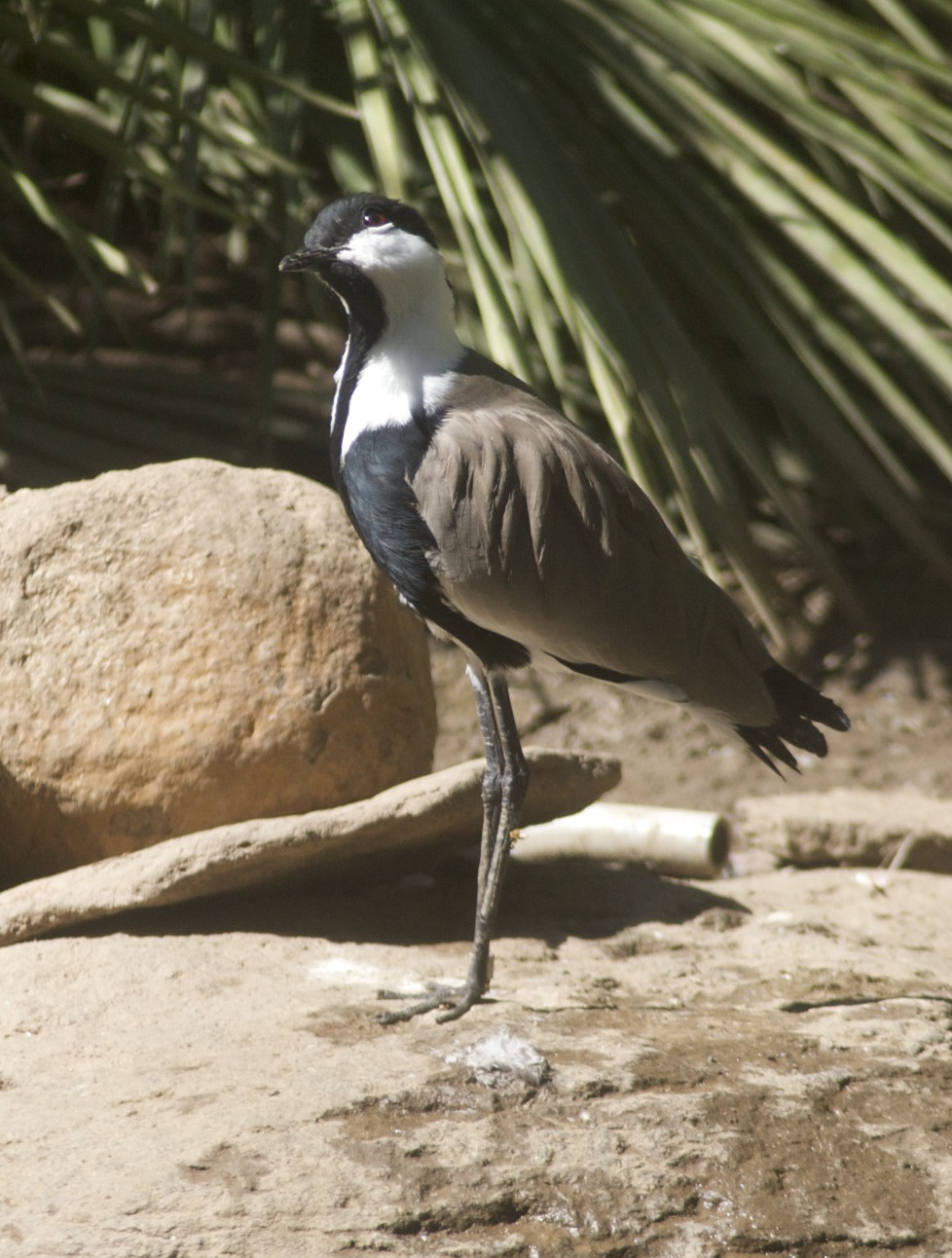
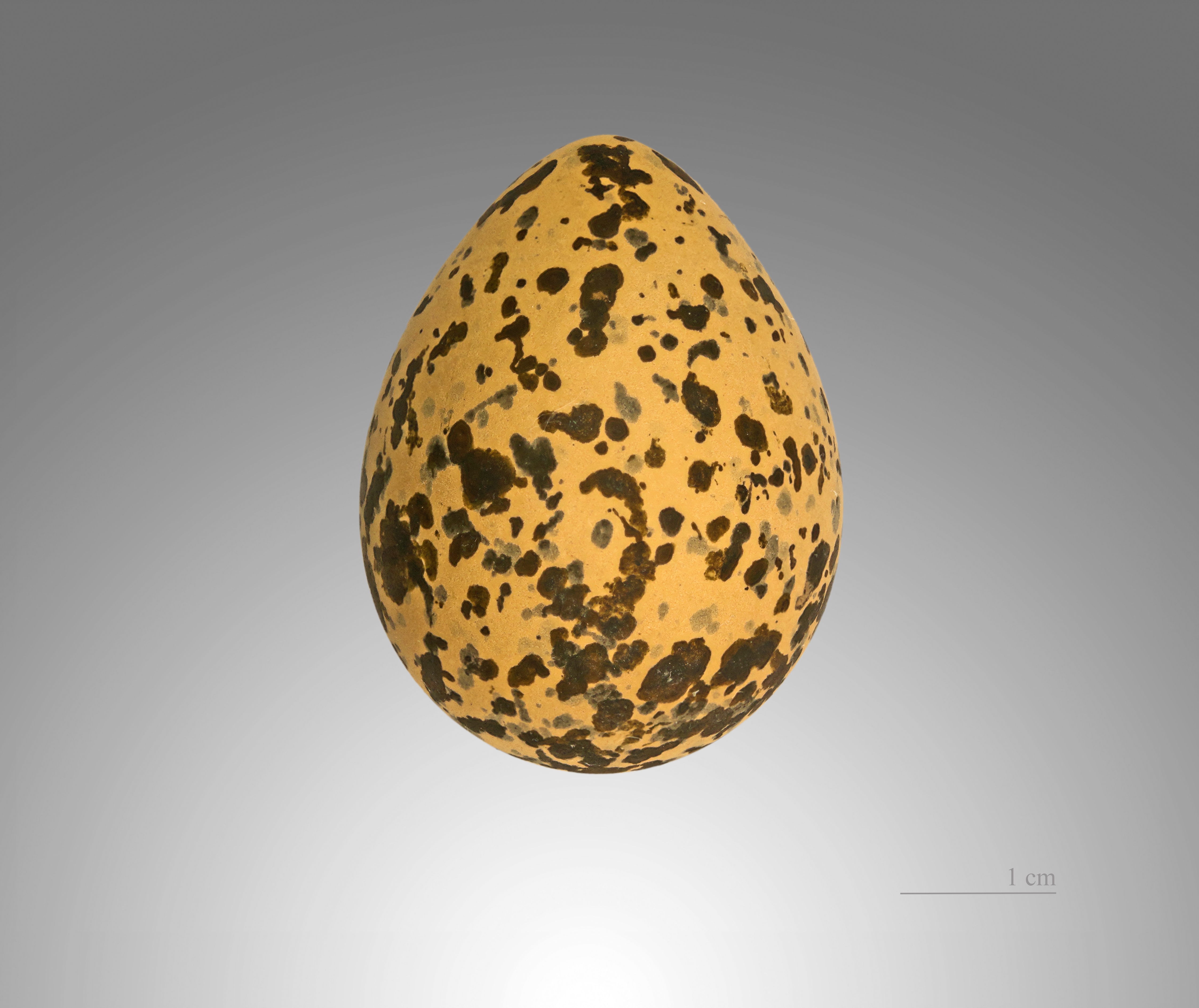